# Delphine de Girardin
Delphine de Girardin, pseudonym Vicomte Delaunay (24. ledna 1804 Cáchy – 29. června 1855 Paříž) byla francouzská spisovatelka.

## Životopis
Delphine de Girardin se narodila v Cáchách a pokřtěná byla jménem Delphine Gay. Její matkou byla francouzská spisovatelka známá pod jménem Sophie Gay. Delphine tak vyrůstala uprostřed skvělé literární společnosti. Její sestřenicí byla spisovatelka Hortense Allart de Méritens. Delphine Gay vydala dvě publikace, Essais poetiques (1824) a Nouveaux Essais poétiques (1825). V roce 1827 navštívila Itálii. Římští literáti ji nadšeně přivítali a dokonce ji v Římě ozdobili korunkou. Její pobyt Itálii jí inspiroval k napsání několika básní, z nichž nejslavnější byla „Napoline“ (1833).
Jejím chotěm se v roce 1831 stal Émile de Girardin, francouzský vydavatel, novinář a politik. Sňatkem začala její nová literární kariéra. V letech 1836–1839 přispívala do časopisu La Presse pod jménem Charles de Launay. Její příspěvky byly společně vydány pod názvem Lettres parisiennes (1843) a získaly skvělý úspěch.

## Dílo
Romány:
- Contes d'une vieille fille a ses neveux (1832)
- La Canne de Monsieur de Balzac (1836)
- Il ne faut pas jouer avec la douleur (1853)

Dramatická díla v próze a poezii:
- L'École des journalistes (1840)
- Judith (1843)
- Cléopâtre (1847)
- Lady Tartuffe (1853)

Jednoaktovky:
- C'est la faute du mari (1851)
- La Joie fait peur (1854)
- Le Chapeau d'un horloger (1854)
- Une Femme qui deteste son mari (posmrtné vydání)

Madame Girardinová měla v současné literární společnosti značný osobní vliv a její salon často navštěvoval Théophile Gautier, Honoré de Balzac, Alfred de Musset a Victor Hugo. Její sebrané práce byly publikovány v šesti svazcích (1860–1861).